# UEFA Champions League 2000-2001 (prima fase a gironi)
Alla prima fase a gironi erano ammesse 32 squadre: 16 provenienti dal terzo turno preliminare e 16 classificate dai campionati (campioni nazionali e seconde classificate per gli Stati dal 1º al 6º posto del ranking UEFA, campioni nazionali per gli Stati dal 7º al 10º posto).
Gli otto gironi all'italiana erano composti da 4 squadre l'uno: per le prime due classificate vi era la qualificazione diretta alla successiva fase a gironi, mentre la terza veniva ripescata in Coppa UEFA e la quarta era eliminata.
In caso di parità di punteggio nella classifica, i criteri seguiti erano (nell'ordine):
1. Punti ottenuti negli scontri diretti (classifica avulsa);
2. Maggior numero di gol segnati negli scontri diretti;
3. Maggior numero di gol segnati in trasferta negli scontri diretti;
4. Differenza reti generale;
5. Maggior numero di gol segnati;
6. Coefficiente UEFA

## Squadre
| Legenda                                                                        |
| ------------------------------------------------------------------------------ |
| Primi e secondi classificati (alla seconda fase a gironi)                      |
| Terzi classificati (agli spareggi della Sedicesimi di finale della Coppa UEFA) |
| Quarti classificati (eliminati)                                                |

| Squadre        | Coeff   |
| Urna 1         | Urna 1  |
| -------------- | ------- |
| Real Madrid    | 99.799  |
| Juventus       | 109.963 |
| Barcellona     | 103.799 |
| Bayern Monaco  | 103.201 |
| Lazio          | 94.963  |
| Manchester Utd | 89.727  |
| Monaco         | 75.363  |
| Valencia       | 69.799  |

| Squadre             | Coeff  |
| Urna 2              | Urna 2 |
| ------------------- | ------ |
| Spartak Mosca       | 65.637 |
| Paris Saint-Germain | 64.363 |
| Olympique Lione     | 60.364 |
| Milan               | 53.964 |
| Deportivo La Coruña | 53.799 |
| Arsenal             | 52.727 |
| PSV                 | 52.333 |
| Galatasaray         | 51.925 |

| Squadre          | Coeff  |
| Urna 3           | Urna 3 |
| ---------------- | ------ |
| Dinamo Kiev      | 51.583 |
| Rosenborg        | 51.050 |
| Bayer Leverkusen | 48.201 |
| Olympiacos       | 45.433 |
| Panathīnaïkos    | 44.433 |
| Leeds Utd        | 43.728 |
| Sparta Praga     | 43.562 |
| Rangers          | 32.250 |

| Squadre          | Coeff  |
| Urna 4           | Urna 4 |
| ---------------- | ------ |
| Sporting Lisbona | 30.274 |
| Amburgo          | 30.201 |
| Anderlecht       | 27.525 |
| Beşiktaş         | 26.925 |
| Sturm Graz       | 26.250 |
| Heerenveen       | 24.333 |
| Helsingborg      | 16.766 |
| Šachtar          | 15.583 |

## Sorteggio
| Gruppo | 1ª fascia      | 2ª fascia           | 3ª fascia        | 4ª fascia        |
| ------ | -------------- | ------------------- | ---------------- | ---------------- |
| A      | Real Madrid    | Spartak Mosca       | Bayer Leverkusen | Sporting Lisbona |
| B      | Lazio          | Arsenal             | Sparta Praga     | Šachtar          |
| C      | Valencia       | Olympique Lione     | Olympiacos       | Heerenveen       |
| D      | Monaco         | Galatasaray         | Rangers          | Sturm Graz       |
| E      | Juventus       | Deportivo La Coruña | Panathīnaïkos    | Amburgo          |
| F      | Bayern Monaco  | Paris Saint-Germain | Rosenborg        | Helsingborg      |
| G      | Manchester Utd | PSV                 | Dinamo Kiev      | Anderlecht       |
| H      | Barcellona     | Milan               | Leeds Utd        | Beşiktaş         |

## Partite

### Gruppo A
| Squadra             | Pt | G | V | N | P | GF | GS | DG  |
| ------------------- | -- | - | - | - | - | -- | -- | --- |
| 1. Real Madrid      | 13 | 6 | 4 | 1 | 1 | 15 | 8  | +7  |
| 2. Spartak Mosca    | 12 | 6 | 4 | 0 | 2 | 9  | 3  | +6  |
| 3. Bayer Leverkusen | 7  | 6 | 2 | 1 | 3 | 9  | 12 | -3  |
| 4. Sporting Lisbona | 2  | 6 | 0 | 2 | 4 | 5  | 15 | -10 |

| Arbitro: | Paul Durkin |

|                        |           |  |
| Titov 51’ Bezrodny 89’ | Marcatori |  |

| Arbitro: | Alfredo Trentalange |

|                       |           |                                         |
| Sá Pinto 39’ Cruz 42’ | Marcatori | 50’ Roberto Carlos 76’ (aut.) Rui Jorge |

| Arbitro: | Knud Erik Fisker |

|                                      |           |                              |
| Ramelow 65’ Brdarić 73’ Neuville 77’ | Marcatori | 12’ Cruz 79’ (rig.) Sá Pinto |

| Arbitro: | Leslie Irvine |

|                 |           |  |
| I. Helguera 51’ | Marcatori |  |

| Arbitro: | Alain Hamer |

|                            |           |              |
| Robson 44’ Marcão 68’, 82’ | Marcatori | 24’ Sá Pinto |

| Arbitro: | Karl-Erik Nilsson |

|                           |           |                                  |
| Schneider 27’ Ballack 44’ | Marcatori | 32’, 75’ Roberto Carlos 69’ Guti |

| Arbitro: | Graham Barber |

|  |           |                                 |
|  | Marcatori | 16’ (aut.) Dimas 52’, 68’ Titov |

| Arbitro: | Domenico Messina |

|                                                       |           |                                  |
| Guti 4’, 64’ I. Helguera 24’ Raúl 75’ Figo 87’ (rig.) | Marcatori | 20’ Brdarić 55’ Kirsten 77’ Rink |

| Arbitro: | Ryszard Wójcik |

|             |           |  |
| Ballack 52’ | Marcatori |  |

| Arbitro: | Urs Meier |

|                                       |           |  |
| Guti 12’ Sávio 42’ Morientes 62’, 70’ | Marcatori |  |

| Arbitro: | Stéphane Bré |

|                   |           |  |
| Geremi 47’ (aut.) | Marcatori |  |

| Lisbona 7 novembre 2000, ore 20:45 CET 6ª giornata | Sporting Lisbona | 0 – 0 | Bayer Leverkusen | Stadio José Alvalade (8 000 spett.)\| Arbitro: \| Oğuz Sarvan \| |
| Arbitro:                                           | Oğuz Sarvan      |       |                  |                                                                  |

### Gruppo B
| Squadra         | Pt | G | V | N | P | GF | GS | DG |
| --------------- | -- | - | - | - | - | -- | -- | -- |
| 1. Arsenal      | 13 | 6 | 4 | 1 | 1 | 11 | 8  | +3 |
| 2. Lazio        | 13 | 6 | 4 | 1 | 1 | 13 | 4  | +9 |
| 3. Šachtar      | 6  | 6 | 2 | 0 | 4 | 10 | 15 | -5 |
| 4. Sparta Praga | 3  | 6 | 1 | 0 | 5 | 6  | 13 | -7 |

| Arbitro: | Gilles Veissière |

|  |           |              |
|  | Marcatori | 33’ Sylvinho |

| Arbitro: | Michel Piraux |

|  |           |                                        |
|  | Marcatori | 27’ C. López 68’ Nedvěd 78’ S. Inzaghi |

| Arbitro: | Hartmut Strampe |

|                                |           |                          |
| Wiltord 45+4’ Keown 85’, 90+2’ | Marcatori | 26’ Bacharev 29’ Vorobej |

| Arbitro: | Kyros Vassaras |

|                                    |           |  |
| S. Inzaghi 35’, 70’ D. Simeone 58’ | Marcatori |  |

| Arbitro: | José María García-Aranda |

|                    |           |  |
| Ljungberg 43’, 56’ | Marcatori |  |

| Arbitro: | Konrad Plautz |

|                                    |           |                             |
| Rosický 54’ Horňák 73’ Jarošík 82’ | Marcatori | 56’ Zubov 84’ (aut.) Horňák |

| Arbitro: | Krug |

|            |           |           |
| Nedvěd 24’ | Marcatori | 88’ Pirès |

| Arbitro: | Atanas Uzunov |

|                                |           |             |
| Gleveckas 35’ Zubov 87’ (rig.) | Marcatori | 16’ Jarošík |

| Arbitro: | Alain Sars |

|                                                |           |             |
| C. López 48’, 68’, 90+3’ Favalli 54’ Verón 57’ | Marcatori | 41’ Vorobej |

| Arbitro: | Alain Hamer |

|                                         |           |                                 |
| Parlour 5’ Lauren 8’ Dixon 35’ Kanu 51’ | Marcatori | 40’ (rig.) Labant 90+3’ Rosický |

| Arbitro: | Arturo Daudén Ibáñez |

|  |           |               |
|  | Marcatori | 43’ Ravanelli |

| Arbitro: | Knud Erik Fisker |

|                                    |           |  |
| Atelkin 34’ Vorobej 57’ Byelik 66’ | Marcatori |  |

### Gruppo C
| Squadra            | Pt | G | V | N | P | GF | GS | DG |
| ------------------ | -- | - | - | - | - | -- | -- | -- |
| 1. Valencia        | 13 | 6 | 4 | 1 | 1 | 7  | 4  | +3 |
| 2. Olympique Lione | 9  | 6 | 3 | 0 | 3 | 8  | 6  | +2 |
| 3. Olympiacos      | 9  | 6 | 3 | 0 | 3 | 6  | 5  | +1 |
| 4. Heerenveen      | 4  | 6 | 1 | 1 | 4 | 3  | 9  | -6 |

| Arbitro: | Anders Frisk |

|                          |           |              |
| Baraja 36’ D. Alonso 45’ | Marcatori | 74’ Đorđević |

| Arbitro: | Stuart Dougal |

|                                            |           |           |
| Anderson 2’ Houttuin 10’ (aut.) Marlet 58’ | Marcatori | 35’ Talan |

| Arbitro: | Graham Poll |

|                              |           |         |
| Ofori-Quaye 19’ Giovanni 34’ | Marcatori | 88’ Foé |

| Arbitro: | Valentin Valentinovič Ivanov |

|  |           |                   |
|  | Marcatori | 38’ Kily González |

| Arbitro: | Stefano Braschi |

|             |           |  |
| Zahovič 78’ | Marcatori |  |

| Arbitro: | Claus Bo Larsen |

|                   |           |  |
| Giovanni 52’, 69’ | Marcatori |  |

| Arbitro: | Paul Durkin |

|            |           |                             |
| Marlet 90’ | Marcatori | 45+1’ J. Sánchez 86’ Baraja |

| Arbitro: | Harmut Strampe |

|               |           |  |
| D. Jensen 79’ | Marcatori |  |

| Arbitro: | Alfredo Trentalange |

|                     |           |  |
| Đorđević 65’ (rig.) | Marcatori |  |

| Arbitro: | Lucílio Batista |

|  |           |                           |
|  | Marcatori | 68’ Malbranque 78’ Marlet |

| Arbitro: | Günter Benkö |

|           |           |  |
| Laigle 2’ | Marcatori |  |

| Arbitro: | Michel Piraux |

|               |           |            |
| D. Alonso 10’ | Marcatori | 37’ Venema |

### Gruppo D
| Squadra        | Pt | G | V | N | P | GF | GS | DG |
| -------------- | -- | - | - | - | - | -- | -- | -- |
| 1. Sturm Graz  | 10 | 6 | 3 | 1 | 2 | 9  | 12 | -3 |
| 2. Galatasaray | 8  | 6 | 2 | 2 | 2 | 10 | 13 | -3 |
| 3. Rangers     | 8  | 6 | 2 | 2 | 2 | 10 | 7  | +3 |
| 4. Monaco      | 7  | 6 | 2 | 1 | 3 | 13 | 10 | +3 |

| Arbitro: | Arturo Daudén Ibáñez |

|                                |           |                             |
| Jardel 16’ Hagi 29’ Capone 80’ | Marcatori | 50’ Nonda 62’ (rig.) Simone |

| Arbitro: | Lucílio Batista |

|                                                                  |           |  |
| Mols 9’ R. de Boer 19’ Albertz 29’ Van Bronckhorst 72’ Dodds 85’ | Marcatori |  |

| Arbitro: | René Temmink |

|                           |           |  |
| Yuran 32’ Schopp 64’, 81’ | Marcatori |  |

| Arbitro: | Atanas Uzunov |

|  |           |                    |
|  | Marcatori | 8’ Van Bronckhorst |

| Arbitro: | Pierluigi Collina |

|                                 |           |                                       |
| Bülent 51’ Ünsal 57’ Jardel 70’ | Marcatori | 72’ Kanchelskis 90+5’ Van Bronckhorst |

| Arbitro: | Eric Romain |

|                                             |           |  |
| Simone 13’, 38’, 41’ Farnerud 77’ Nonda 84’ | Marcatori |  |

| Glasgow 17 ottobre 2000, ore 20:45 CEST 4ª giornata | Rangers     | 0 – 0 referto | Galatasaray | Ibrox Stadium (49 603 spett.)\| Arbitro: \| Markus Merk \| |
| Arbitro:                                            | Markus Merk |               |             |                                                            |

| Arbitro: | Graziano Cesari |

|                 |           |  |
| Schopp 39’, 88’ | Marcatori |  |

| Arbitro: | Antonio López Nieto |

|                           |           |  |
| Yuran 20’ Prilasnig 90+4’ | Marcatori |  |

| Arbitro: | Rune Pedersen |

|                                              |           |                      |
| Contreras 6’ Bonnal 19’ Simone 22’ Nonda 26’ | Marcatori | 24’ Ünsal 63’ Bülent |

| Arbitro: | Karl-Erik Nilsson |

|                             |           |                            |
| Ergün 30’ (rig.) Jardel 75’ | Marcatori | 64’ Yuran 80’ (aut.) Ünsal |

| Arbitro: | Ľuboš Micheľ |

|                    |           |                         |
| Miller 3’ Mols 52’ | Marcatori | 39’ Costinha 78’ Simone |

### Gruppo E
| Squadra                | Pt | G | V | N | P | GF | GS | DG |
| ---------------------- | -- | - | - | - | - | -- | -- | -- |
| 1. Deportivo La Coruña | 10 | 6 | 2 | 4 | 0 | 6  | 4  | +2 |
| 2. Panathīnaïkos       | 8  | 6 | 2 | 2 | 2 | 6  | 5  | +1 |
| 3. Amburgo             | 6  | 6 | 1 | 3 | 2 | 9  | 9  | 0  |
| 4. Juventus            | 6  | 6 | 1 | 3 | 2 | 9  | 12 | -3 |

| Arbitro: | Vítor Melo Pereira |

|                                                        |           |                                          |
| Yeboah 17’ Mahdavikia 65’ Butt 72’ (rig.) N. Kovač 82’ | Marcatori | 6’ Tudor 36’, 52’, 88’ (rig.) F. Inzaghi |

| Arbitro: | Hugh Dallas |

|              |           |            |
| Warzycha 29’ | Marcatori | 84’ Naybet |

| Arbitro: | Rune Pedersen |

|                               |           |              |
| Tacchinardi 35’ Trezeguet 83’ | Marcatori | 45+2’ Goumas |

| Arbitro: | Dick Jol |

|                            |           |              |
| Pandiani 44’ Scaloni 90+4’ | Marcatori | 53’ Barbarez |

| Torino 26 settembre 2000, ore 20:45 CEST 3ª giornata | Juventus  | 0 – 0 referto | Deportivo La Coruña | Stadio delle Alpi (35 753 spett.)\| Arbitro: \| Urs Meier \| |
| Arbitro:                                             | Urs Meier |               |                     |                                                              |

| Arbitro: | Dermot Gallagher |

|  |           |                 |
|  | Marcatori | 36’ Nasiopoulos |

| Arbitro: | Gilles Veissière |

|            |           |                |
| Víctor 11’ | Marcatori | 10’ F. Inzaghi |

| Atene 18 ottobre 2000, ore 20:45 CEST 4ª giornata | Panathīnaïkos | 0 – 0 referto | Amburgo | Stadio olimpico Spyros Louīs (37 680 spett.)\| Arbitro: \| Leslie Irvine \| |
| Arbitro:                                          | Leslie Irvine |               |         |                                                                             |

| Arbitro: | Stuart Dougal |

|               |           |                                   |
| Kovačević 56’ | Marcatori | 24’ Präger 48’ Yeboah 62’ Panadić |

| Arbitro: | Kim Milton Nielsen |

|              |           |  |
| Pandiani 82’ | Marcatori |  |

| Arbitro: | Dick Jol |

|                                          |           |                |
| Sousa 7’ Basinas 58’ (rig.) Warzycha 65’ | Marcatori | 24’ F. Inzaghi |

| Arbitro: | Alain Hamer |

|                |           |            |
| Mahdavikia 10’ | Marcatori | 58’ Makaay |

### Gruppo F
| Squadra                | Pt | G | V | N | P | GF | GS | DG |
| ---------------------- | -- | - | - | - | - | -- | -- | -- |
| 1. Bayern Monaco       | 11 | 6 | 3 | 2 | 1 | 9  | 4  | +5 |
| 2. Paris Saint-Germain | 10 | 6 | 3 | 1 | 2 | 14 | 9  | +5 |
| 3. Rosenborg           | 7  | 6 | 2 | 1 | 3 | 13 | 15 | -2 |
| 4. Helsingborg         | 5  | 6 | 1 | 2 | 3 | 6  | 14 | -8 |

| Arbitro: | Oğuz Sarvan |

|                                                     |           |              |
| Ø. Berg 18’ F. Johnsen 62’ Skammelsrud 90+2’ (rig.) | Marcatori | 7’ Christian |

| Arbitro: | Graham Barber |

|                |           |                                        |
| Johansen 90+3’ | Marcatori | 7’ Scholl 48’ Salihamidžić 55’ Jancker |

| Arbitro: | Hugh Dallas |

|                                                     |           |                |
| Anelka 25’ Robert 63’ Christian 81’ El Karkouri 90’ | Marcatori | 45+1’ Johansen |

| Arbitro: | Juan Fernández Marin |

|                                 |           |              |
| Jancker 73’ Élber 77’ Linke 80’ | Marcatori | 38’ Sørensen |

| Arbitro: | Domenico Messina |

|             |           |  |
| Leroy 90+2’ | Marcatori |  |

| Arbitro: | Jan Wegereef |

|                                                                 |           |             |
| F. Johnsen 21’, 29’, 79’ Strand 51’, 52’ S. Johansen 65’ (aut.) | Marcatori | 90+2’ Prica |

| Arbitro: | Vítor Melo Pereira |

|                                  |           |  |
| Salihamidžić 3’ Paulo Sérgio 89’ | Marcatori |  |

| Arbitro: | Valentin Valentinovič Ivanov |

|                        |           |  |
| Jansson 32’ Álvaro 77’ | Marcatori |  |

| Arbitro: | José María García-Aranda |

|                                                                                   |           |                 |
| Déhu 16’ Christian 25’ Anelka 35’, 90+2’ Luccin 45+2’ Leroy 76’ Robert 87’ (rig.) | Marcatori | 36’, 38’ George |

| Monaco di Baviera 24 ottobre 2000, ore 20:45 CEST 5ª giornata | Bayern Monaco  | 0 – 0 referto | Helsingborg | Olympiastadion (19 000 spett.)\| Arbitro: \| Kyros Vassaras \| |
| Arbitro:                                                      | Kyros Vassaras |               |             |                                                                |

| Arbitro: | Graham Poll |

|             |           |            |
| Persson 71’ | Marcatori | 34’ Anelka |

| Arbitro: | René Temmink |

|                |           |              |
| F. Johnsen 27’ | Marcatori | 88’ Jeremies |

### Gruppo G
| Squadra           | Pt | G | V | N | P | GF | GS | DG |
| ----------------- | -- | - | - | - | - | -- | -- | -- |
| 1. Anderlecht     | 12 | 6 | 4 | 0 | 2 | 11 | 14 | -3 |
| 2. Manchester Utd | 10 | 6 | 3 | 1 | 2 | 11 | 7  | +4 |
| 3. PSV            | 9  | 6 | 3 | 0 | 3 | 9  | 9  | 0  |
| 4. Dinamo Kiev    | 4  | 6 | 1 | 1 | 4 | 7  | 8  | -1 |

| Arbitro: | Terje Hauge |

|                                                    |           |            |
| Cole 15’, 50’, 72’ Irwin 32’ (rig.) Sheringham 42’ | Marcatori | 55’ Koller |

| Arbitro: | Graziano Cesari |

|                         |           |              |
| Lucius 39’ Bruggink 53’ | Marcatori | 6’ Shatskikh |

| Kiev 19 settembre 2000, ore 20:45 CEST 2ª giornata | Dinamo Kiev        | 0 – 0 referto | Manchester Utd | Olimpiyskiy (65 000 spett.)\| Arbitro: \| Kim Milton Nielsen \| |
| Arbitro:                                           | Kim Milton Nielsen |               |                |                                                                 |

| Arbitro: | Antonio Jesús López Nieto |

|              |           |  |
| Dheedene 80’ | Marcatori |  |

| Arbitro: | Markus Merk |

|                                     |           |                   |
| Bouma 17’ Van Bommel 38’ Kežman 64’ | Marcatori | 3’ (rig.) Scholes |

| Arbitro: | Alain Sars |

|                                               |           |  |
| Husin 52’ Shatskikh 82’ Demetradze 89’, 90+4’ | Marcatori |  |

| Arbitro: | Juan Fernández Marin |

|                                     |           |                |
| Sheringham 8’ Scholes 82’ Yorke 87’ | Marcatori | 76’ Van Bommel |

| Arbitro: | Herbert Fandel |

|                                                   |           |                           |
| Vashchuk 10’ (aut.) Radzinski 38’, 41’ Stoica 45’ | Marcatori | 1’ Kaladze 87’ Byalkevich |

| Arbitro: | Stefano Braschi |

|                    |           |                  |
| Radzinski 15’, 34’ | Marcatori | 36’ (rig.) Irwin |

| Arbitro: | Konrad Plautz |

|  |           |            |
|  | Marcatori | 45’ Ooijer |

| Arbitro: | Claude Colombo |

|                |           |  |
| Sheringham 18’ | Marcatori |  |

| Arbitro: | Pierluigi Collina |

|                  |           |                                   |
| Ramzi 45+2’, 47’ | Marcatori | 9’ Crasson 37’ Koller 90+3’ Youla |

### Gruppo H
| Squadra       | Pt | G | V | N | P | GF | GS | DG  |
| ------------- | -- | - | - | - | - | -- | -- | --- |
| 1. Milan      | 11 | 6 | 3 | 2 | 1 | 12 | 6  | +6  |
| 2. Leeds Utd  | 9  | 6 | 2 | 3 | 1 | 9  | 6  | +3  |
| 3. Barcellona | 8  | 6 | 2 | 2 | 2 | 13 | 9  | +4  |
| 4. Beşiktaş   | 4  | 6 | 1 | 1 | 4 | 4  | 17 | -13 |

| Arbitro: | Ryszard Wójcik |

|                                                    |           |                   |
| Coco 36’ Bierhoff 44’ Shevchenko 45+2’ (rig.), 77’ | Marcatori | 20’ (rig.) Tayfur |

| Arbitro: | Markus Merk |

|                                              |           |  |
| Rivaldo 10’ F. De Boer 20’ Kluivert 75’, 84’ | Marcatori |  |

| Arbitro: | Günter Benkö |

|            |           |  |
| Bowyer 89’ | Marcatori |  |

| Arbitro: | Claude Colombo |

|                           |           |  |
| Dursun 38’, 75’ Nouma 87’ | Marcatori |  |

| Arbitro: | Hellmut Krug |

|  |           |                         |
|  | Marcatori | 45+1’ Coco 71’ Bierhoff |

| Arbitro: | Vítor Melo Pereira |

|                                                               |           |  |
| Bowyer 7’, 90+4’ Viduka 12’ Matteo 22’ Bakke 65’ Huckerby 90’ | Marcatori |  |

| Arbitro: | Hugh Dallas |

|                                  |           |                       |
| Albertini 26’, 39’ José Mari 45’ | Marcatori | 19’, 43’, 68’ Rivaldo |

| Istanbul 18 ottobre 2000, ore 20:45 CEST 4ª giornata | Beşiktaş     | 0 – 0 referto | Leeds Utd | Stadio BJK İnönü (16 021 spett.)\| Arbitro: \| Jan Wegereef \| |
| Arbitro:                                             | Jan Wegereef |               |           |                                                                |

| Arbitro: | Hartmut Strampe |

|  |           |                              |
|  | Marcatori | 38’ Shevchenko 43’ José Mari |

| Arbitro: | Terje Hauge |

|           |           |               |
| Bowyer 5’ | Marcatori | 90+4’ Rivaldo |

| Arbitro: | Kim Milton Nielsen |

|              |           |            |
| Serginho 68’ | Marcatori | 45’ Matteo |

| Arbitro: | Urs Meier |

|                                                             |           |  |
| Cocu 11’ Luis Enrique 17’, 49’ Rivaldo 81’ (rig.) Gabri 88’ | Marcatori |  |